# Piper gibbosum
Piper gibbosum är en pepparväxtart som beskrevs av C. Dc. och Th. Dur. & Pitt.. Piper gibbosum ingår i släktet Piper och familjen pepparväxter. Inga underarter finns listade i Catalogue of Life.